# كأس إيطاليا 2001–02
كأس إيطاليا 2001–02 (بالإيطالية: Coppa Italia 2001-2002)‏ هو الموسم 55 من كأس إيطاليا. أشرف على تنظيمه Lega Nazionale Professionisti ‏، وكان عدد الأندية المشاركة فيه 48، وفاز فيه نادي بارما.